# Léa Murawiec
Léa Murawiec (París, 1 de junio de 1994) es una historietista francesa.

## Biografía
Murawiec nació en París en 1994: su padre era arquitecto y su madre era diseñadora. Es graduada en artes y diseño gráfico por la École Estienne de París, y en 2018 obtuvo un diploma nacional superior en expresión plástica de la Escuela Europea de Angulema.
Durante su formación comenzó a publicar obras en distintos fanzines. En 2014 se involucró en el proyecto Flǔtiste, editado por estudiantes de la Escuela Nacional Superior de Artes y donde cada número se centraba en una limitación narrativa. Dos años después, Murawiec se convirtió en una de las editoras jefe del colectivo editorial.
En 2019 obtuvo una residencia de novela gráfica en La Casa de los Autores de Angulema. La autora aprovechó esa estancia para preparar su debut editorial, El gran vacío, una historia sobre identidad personal en un mundo distópico donde la existencia depende exclusivamente de la relevancia social. Además de por su argumento, la obra destacó entre la crítica por un dibujo con trazos dinámicos, perspectivas forzadas y una gama de colores limitada.
El gran vacío salió publicado en agosto de 2021 por Éditions 2024 y cosechó buenas valoraciones tanto de la crítica como de los lectores. Entre otros galardones, fue reconocido en el Festival Internacional de la Historieta de Angulema de 2022 con el «premio del público» y estuvo en la selección oficial al mejor álbum del año.

## Obra
- El gran vacío (Éditions 2024, 2021) ed. en España por Salamandra Graphic.
- Semi-Science Fiction (Flǔtiste, 2023)